# Kloster La Cessoie

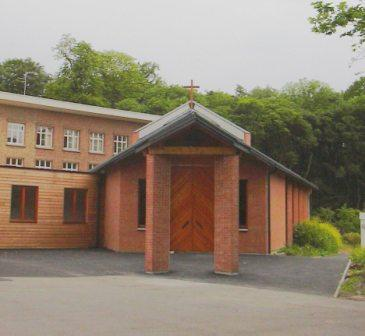
Die Kirche des Klosters

Kloster La Cessoie ist seit 1948 ein französisches Kloster der Bernhardinerinnen von Esquermes in Saint-André-lez-Lille am Nordrand von Lille.

## Geschichte
1948 verlegten die Bernhardinerinnen ihr seit 1827 bestehendes Kloster Notre-Dame de la Plaine („Maria Flachland“) von Esquermes (heute: Lille) in das Schloss La Cessoie bei Lille und machten daraus ihr Mutterhaus (mit schulischen Einrichtungen).